# Anchorage Daily News
L'Anchorage Daily News è un quotidiano statunitense pubblicato dalla Binkley Co. e con sede ad Anchorage, in Alaska. Il corrispondente sito web, adn.com, è il sito di giornali e notizie più letto nello stato dell'Alaska.
Il giornale ha sede ad Anchorage ma ha uffici a Wasilla, Alaska e Juneau, Alaska.

## Storia
L'Anchorage Daily News è nato dal settimanale Anchorage News, che pubblicò il suo primo numero il 13 gennaio 1946. Il giornale divenne un quotidiano pomeridiano nel maggio 1948, sebbene non pubblicasse un'edizione della domenica (iniziò nel 1965). Negli anni sessanta divenne un quotidiano mattutino.
Nei decenni successivi la proprietà del giornale cambiò diverse volte. Nel 2014 la società proprietaria dell'ADN, Alaska Dispatch, decise di ribattezzare il giornale Alaska Dispatch News.
Adn.com ha annunciato il 13 agosto 2017 di aver dichiarato fallimento dopo essere stato citato in giudizio per l'affitto arretrato dalla società di telecomunicazioni dell'Alaska GCI. Il controllo delle operazioni fu immediatamente assunto da un gruppo guidato da Ryan Binkley di Fairbanks, che stava acquistando il giornale.
Nel novembre 2017, la pagina Facebook del giornale ha ripristinato il suo nome in Anchorage Daily News; il giornale stesso è stato rinominato Anchorage Daily News il 18 novembre.